# Иньсюй

Надписи на гадательных костях периода Шан-Инь

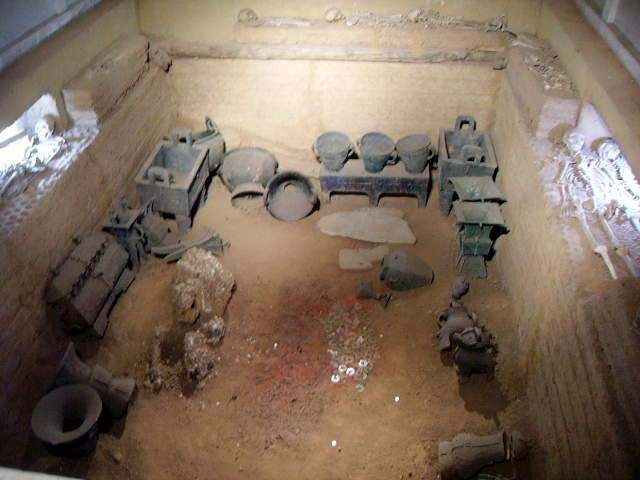
Гробница леди Фу Хао

Бронзовый сосуд в виде совы из гробницы Фу Хао

Иньсюй (кит. трад. 殷墟, пиньинь Yīnxū, буквально: «Развалины Инь») — крупный археологический объект, расположенный в провинции Хэнань на землях городского округа Аньян на месте столицы древнекитайского государства Шан-Инь (ок. 1300—1027 гг. до н. э.). В 2006 году занесён в список объектов Всемирного наследия ЮНЕСКО (2006 (II, III, IV, VI) N36 07 36 Е114 18 50).

## Общие сведения
Развалины древнего города, Иньсюй, расположены в самом и вокруг посёлка Сяотунь (кит. упр. 小屯), городской округ Аньян, провинция Хэнань, КНР. Это место, куда Пань Гэном была перенесена столица династии Шан, поэтому в истории Китая поздний период правления династии Шан (кит. упр. 商后期), приходящийся на 1300—1046 гг. до н. э., также называется «Инь» (кит. упр. 殷). Город был разрушен после того, как чжоуский правитель У-ван нанес поражение последнему правителю государства Шан.
Развалины Иньсюй приобрели мировую известность в результате обнаружения здесь важных археологических находок, их описания и исследования. Ещё в 1899 году здесь были впервые найдены цзягувэнь, древние гадательные надписи. Систематические раскопки проводились в 1928—37 по руководством Ли Цзи (李濟). Они положили начало современной китайской археологии. Раскопки начались после основания Academia Sinica в 1928 г. Здесь было обнаружено более 150 тысяч древних черепаховых панцирей с гадательными надписями цзягувэнь, что подтверждало нахождение здесь древней столицы. Письмена делались жрецами в процессе ритуальных гаданий, отдельные надписи касаются жертвенно-поминальных мероприятий, охоты, погоды, болезней. Самая длинная запись состоит из 55 знаков.
Раскопки проводились в течение 15 сезонов и были прерваны китайско-японской войной. После первых трёх сезонов у деревни Сяотунь, работа была приостановлена. Внимание археологов привлекло энеолитическое поселение Чэнцзыя (пров. Шаньдун), где были выявлены глинобитные стены (ранее они считались уплотнениями грунта природного происхождения). Работы в Иньсюй были возобновлены в 1931, объектом исследования стал Хоуган.
Когда стало известно о находках на противоположном берегу реки Хуань охотников за антиквариатом, раскопки снова были перенесены в Сяотунь. Там в 1936 году было обнаружено более 17 000 фрагментов гадательных надписей.
Раскопки возобновились в 1950 г.

## Находки
Гадательные надписи свидетельствуют о деятельности девяти последних правителей Шан-Инь. У Дин, первый среди них, был самым ранним китайским ваном, существование которого продемонстрировано как текстуально, так и археологически (надписи упоминают также его предков, но об их царствовании нет сведений).
За время археологических раскопок были обнаружены развалины более 50 дворов и храмов, 12 масштабных императорских гробниц, тысячи могил аристократов и простых жителей, около 1000 ям для жертвоприношений, 5 мастерских и множество бронзовых, нефритовых, керамических, костяных изделий.
12 грандиозных погребальных сооружения признаны гробницами членов царского рода. За исключением одного недостроенного, каждое из них содержало деревянную погребальную камеру, расположенную на дне вертикальной шахты (глубиной 10-13 м.); содержимое шахты доставлялось по ровным или ступенчатым склонам, ведущим к центру с 4-х (реже 2-х) сторон, примерно ориентированных по сторонам света. Южный из них подводил к самой камере, которая содержала дверь.
Камеры представляли собой деревянные залы до 3 м высотой, украшенные инкрустацией и росписью (Камера М1001, возможно, принадлежавшая самому У Дину: следы красного, черного и зеленого пигментов; материал инкрустации — раковина и кость, в том числе слоновья. Площадь камеры 78 м². Размеры гробницы, вместе с подъездами: с севера на юг 66 м, с запада на восток 44 м. Южный подъезд самый длинный, 30.7 м).

## Фу Хао
Гробница Фу Хао, одной из жён У Дина была одной из немногих  неразграбленых богатых погребений: её богатство позволяет представить масштаб и ритуальное значение погребальной церемонии Шан. Она была расположена в 200 м к западу от Сяотунь, не имела склонов-подъездов и значительно уступала по размерам царским гробницам: прямоугольная полость 4×5.6 м, 7.5 м глубиной.
Было найдено: 1600 кг бронзы и самый крупный клад нефрита среди ныне известных находок (755); 165 бронзовых сосудов, 271 др. бронзовых изделий (оружие, инструменты и проч.), 110 объектов из мрамора, бирюзы и др. камней; 564 предмета из резной кости, 3 чаши из слоновой кости и прочее.
Поскольку гроб с покойницей был расположен ниже уровня грунтовых вод, от него почти ничего не сохранилось.
Среди примечательных особенностей погребальной утвари — наличие нефритовых предметов неолитического происхождения, производство которых должно было отстоять от времени захоронения на тысячу лет.

## Значение
После крушения традиционной историографии и всей культурной системы имперской эпохи, тенденцией среди ведущих китайских интеллектуалов было стремление к освоению западных культурных ценностей. Открытия, связанные с Иньсюем, стали двойным триумфом: с одной стороны, это был прецедент использования передовой западной методологии китайскими историками; с другой полученные сведения показали значительную степень надёжности традиционных источников (например, перечисление шанских правителей у Сыма Цяня, ранее не подкреплённое никакими другими сведениями). Т.о., зарождение археологической дисциплины привело к повороту от игу 疑古 («недоверие к древним») к синьгу 信古 («уверенность в древних»).
Успех изучения Иньсюя прочно закрепил археологию в китайской интеллектульной среде, а также сделал её элементом националистического дискурса.